# RK Brskovo Mojkovac
Der RK Mojkovac (Rukometni klub Mojkovac) ist ein montenegrinischer Handballverein aus Mojkovac. 

## Geschichte
Der RK Mojkovac ging aus dem etwa 50 Jahre bestehenden RK Brskovo hervor. Die bekanntesten Sportler, die der Verein hervorbrachte, waren die Brüder Adzic, die heute in Rumänien und Griechenland spielen, Žarko Pejović (heute RK Roter Stern Belgrad) und der Torwart Darko Stanić, der über den RK Lovćen Cetinje in die deutsche Bundesliga kam, wo er beim TV Großwallstadt spielte. 
In der Saison 2007/08 nahm RK Mojkovac erstmals am Europapokal teil. In der dritten Runde des EHF Challenge Cups schied der Verein aus.